# Trifle (singel)
Trifle – drugi singel promujący debiutancki album Fismolla zatytułowany At Glade. Został wydany w czerwcu 2014.

## Notowania
| Lista                              | Pozycja |
| ---------------------------------- | ------- |
| Lista Przebojów Programu Trzeciego | 28      |
| Lista Przebojów Radia Merkury      | 7       |
| Lista przebojów z charakterem RDC  | 13      |
| Lista Przebojów UWUEMKA            | 32      |
| Aferzasta Lista Przebojów          | 23      |

## Teledysk
Dzień premiery wideoklipu jest ten sam, co singla, czyli 9 czerwca 2014. Scenarzystą, reżyserem, operatorem i montażystą obrazu jest sam Fismoll.